# فونت أوسوم
فونت أوسوم (بالإنجليزية: Font Awesome)‏ هي مجموعة أدوات للخطوط والأيقونات تعتمد على أوراق الأنماط المتتالية ولِس.
اعتبارًا من عام 2020، تم استخدام فونت أوسوم بواسطة 38٪ من المواقع التي تستخدم برامج نصية للخطوط من جهات خارجية، مما يضع فونت أوسوم في المرتبة الثانية بعد جوجل فونتس.

## التاريخ
تم صنعه بواسطة ديفيد غاندي للاستخدام مع بوتستراب.
تم إصدار فونت أوسوم 5 في 7 ديسمبر 2017، بعدد 1278 أيقونة.
يأتي الإصدار 5 في حزمتين: فونت أوسوم مجانًا وفونت أوسوم برو.
تتوفر الإصدارات المجانية (جميع الإصدارات حتى 4 والإصدار المجاني لـ 5) 
فونت أوسوم 6 هو الإصدار التالي الذي من المقرر إطلاقه في فبراير 2022.